# Estación de Porte des Lilas
Porte des Lilas es una estación de las líneas 3 bis y 11 del metro de París situada en los límites de los distrito XIX y XX, al este de la capital. Es el terminal norte de la línea 3 bis, la más corta de la red. 
En 2003, fue utilizada por más de cuatro millones de pasajeros.

## Historia
En 1921, la línea 3 se prolongó desde la estación de Gambetta. Se preveía explotar trenes que unieran esta estación a través del túnel de enlace con la estación de Pré Saint-Gervais de la línea 7 prolongando ese ramal. Así se construyeron dos estaciones, una para terminal de la línea 3 con bucle de retorno y otra en las vías de enlace como terminal del ramal de la línea 7.
Esta unión con el ramal de la línea 7 nunca sería explotada como tal, sino que se creó la línea N (de navette) que funcionó como lanzadera entre Porte des Lilas y Pré St-Gervais sobre una de las dos vías del túnel de enlace, la otra nunca se utilizó.
Clausurada en 1939, vivió un pequeño periodo de gloria al reabrirse en 1952 para servir como línea piloto del prototipo de trenes sobre neumáticos (MP51), terminando este periodo de pruebas en 1956, momento en que se clausuró de nuevo el enlace.
En 1935, se abrió la línea 11 pasando por esta estación, con lo que se añadió una nueva posibilidad para viajar en metro hacia el centro de París.
En 1971, el tramo Porte des Lilas-Gambetta se separó del resto de la línea 3 al prolongarse hacia la localidad vecina de Bagnolet. Este tramo cambió su denominación a 3 bis.

## Descripción

### Estación de la línea 3 bis
Se compone de dos vías y de dos andenes de 75 metros. La estación dispone de un bucle de retorno y un enlace con la vía Navette que la conecta con la línea 7 bis, aunque en la actualidad ese enlace carece de uso.
Está diseñada en bóveda elíptica revestida completamente de los clásicos azulejos blancos biselados. Los paneles publicitarios emplean un fino marco dorado con adornos en la parte superior. Su iluminación sigue el estilo New Neons, originaria de la línea 12 pero que luego se ha ido exportando a otras líneas. Emplea delgadas estructuras circulares, en forma de cilindro, que recorren los andenes proyectando la luz tanto hacia arriba como hacia abajo. Finos cables metálicos dispuestos en uve sostienen a cierta distancia de la bóveda todo el conjunto. La señalización por su parte usa la moderna tipografía Parisine donde el nombre de la estación aparece en letras blancas sobre un panel metálico de color azul. 
Por último, los escasos asientos de la estación son azules, individualizados y de tipo Motte.

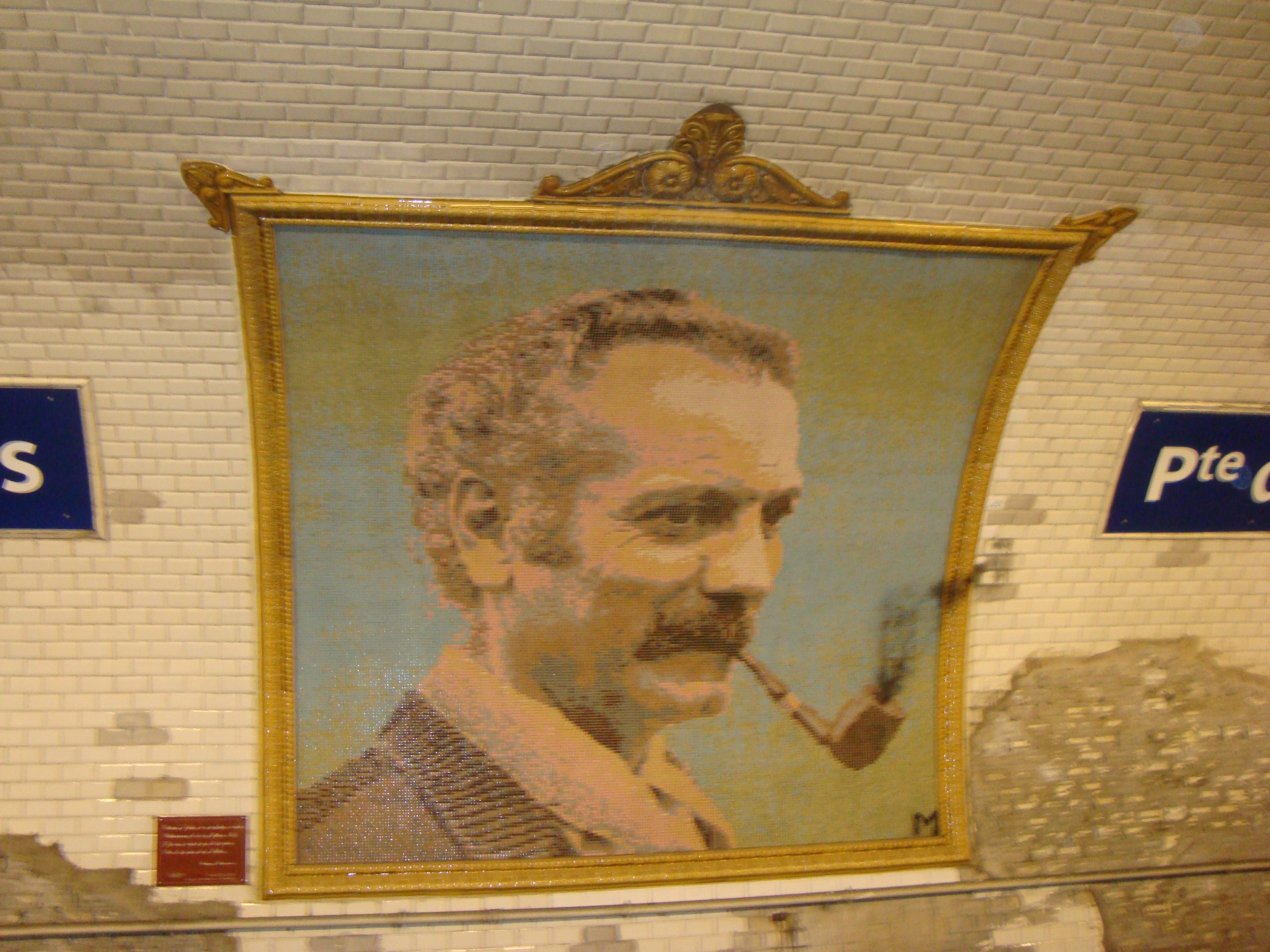
Mosaico con el retrato de Georges Brassens en la estación de la línea 11.

### Estación de la línea 11
Se compone de tres vías y de dos andenes de 75 metros repartidos en dos bóvedas. 
Muestra un revestimiento de azulejos blancos biselados especialmente deteriorado, de hecho algunas partes de la pared no lo conservan. A pesar del mal estado de conservación de la estación sí están en perfecto estado varios mosaicos policromados que representan flores de lilas y un retrato de Georges Brassens fumando en pipa. 
La iluminación corre a cargo del anticuado modelo néons, donde unos sencillos tubo fluorescente se descuelgan de la bóveda para iluminar los andenes. La señalización por su parte usa la tipografía CMP donde el nombre de la estación aparece sobre un fondo de azulejos azules en letras blancas. Por último, los escasos asientos de la estación son azules, individualizados y de tipo Motte.

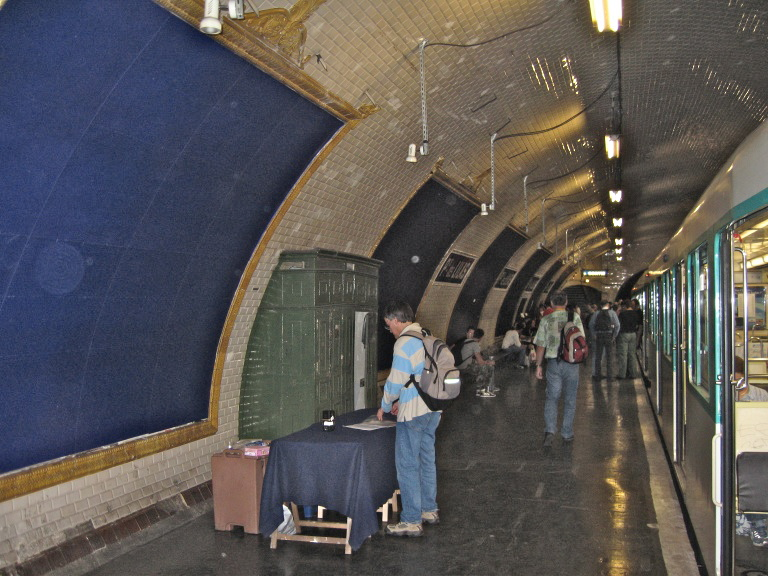
La estación de Porte des Lilas - Cinéma.

## La estación fantasma de Porte des Lilas - Cinéma
Poco antes de llegar a la estación de Porte des Lilas de la línea 3 bis un enlace permite acceder a la estación de Porte des Lilas - Cinéma. Se compone de dos andenes laterales y de dos vías una para trenes neumáticos y otra para trenes convencionales, los antiguamente usados en el metro de París. Estás vías conectan con la línea 7 bis a través de las conocidas con vía Navette y vía des Fêtes. Estos enlaces solo estuvieron operativos entre 1921 y 1939, aunque fuera de estas fechas se usaron con diversos fines pero sin realizar explotación comercial de estas vías. 
Aunque no se descarta una reactivación del enlace cumplimiento así con el viejo proyecto de fusionar las líneas 3 bis y 7 bis, de momento la estación es alquilada por la RATP para rodar películas y anuncios. Los dos tipos de vías permiten de hecho usar tanto trenes modernos como trenes más antiguos. También es posible adaptar el nombre de la estación a las necesidades del guion.
En 2012, un día de rodaje en Porte des Lilas - Cinéma costaba entre 15.000 y 18.000 euros, costo que incluye personal de la RATP como conductores, electricistas y guardias, contabilizando un total de unos 15 empleados a disposición de los requerimientos de cada filmación.
Unas 70 películas, series televisivas y videoclips se filman cada año en distintas estaciones del metro durante la madrugada (cuando no está abierto al público) o en algún vagón del metro o autobús de la RATP (incluso durante los horarios de operación), aunque Porte des Lilas - Cinéma suele ser la elegida de las grandes producciones ya que permite personalizar la cartelería, los paneles publicitarios, las luces y cualquier otra exigencia del guion.

### Películas rodadas en la estación
Algunas de las películas con escenas rodadas en Porte des Lilas - Cinéma son:
- Paris, je t'aime;
- Amélie;
- Les femmes de l'ombre;
- Julie & Julia;
- Ronin;
- John Wick 4;
- Un hombre lobo americano en París.